# Мириманов, Рубен Гаевич
Рубен Гаевич Мириманов (1911—1996) — российский учёный (квантовая радиотехника, радиолокация и радионавигация), лауреат Сталинской премии (1952).

## Биография
Родился 10.08.1911 в Ташкенте. Сын Гайка Седраковича Мириманова — студента Петроградского политехнического института, который в 1914 г. был отчислен за участие в студенческих революционных кружках и отправлен на фронт, погиб в 1918 г. Мать — учительница.
В 1928—1930 гг. учитель, заведующий двухкомплектной школой первой ступени деревни Драгунино Ленинского района Новосибирской области Западно-Сибирского края.
Студент (1930—1936), аспирант (1936—1939) Московского энергетического института. В 1940 г. защитил кандидатскую диссертацию. С 1936 г. работал во Всесоюзном электротехническом институте (ВЭИ), с 1940 г. старший научный сотрудник. Незадолго до начала войны зачислен в докторантуру АН СССР.
В 1941—1946 гг. служил в РККА, участник войны, инженер-капитан, инженер по приборам обнаружения 559 отдельного батальона ВНОС.
В 1946 г. демобилизовался и был восстановлен в докторантуре. Одновременно зачислен в 16 ЦНИИ связи (16 Центральный научно-исследовательский испытательный ордена Красной Звезды институт Министерства обороны Российской Федерации имени маршала войск связи А. И. Белова). В этой организации работал длительный период, но главным образом по совместительству.
С 1947 по 1 января 1954 г. старший научный сотрудник Института автоматики и телемеханики АН СССР. С 1 января 1954 года распоряжением Президента АН СССР был переведен во вновь организованный институт для решения специальных проблем (так сказано в приводимом источнике).
Умер в 1996 году в Москве. Похоронен на Новодевичьем кладбище.
Жена — Мириманова Вера Ивановна, инженер-химик, работала в Научно-исследовательском вакуумном институте. Детей не было.

## Награды и звания
- Сталинская премия 2 степени (1952 год) — за исследования в области военной техники.
- Орден Красной Звезды (18.11.1944);
- Медаль «За победу над Германией в Великой Отечественной войне 1941—1945 гг.».

## Сочинения
Автор 6 изобретений и более 20 научных работ.
- Словарь по электронике : Англ., нем., фр., нидерл., рус. / Р. Г. Мириманов, Н. Е. Сиротина, А. В. Лазарев и др. — М. : Рус. яз., 1985. — 544 с.; 25 см.
- Словарь по электронике [Текст] : английский, немецкий, французский, испанский, русский : около 9000 терминов / [Мириманов Р. Г. и др.]; под ред. И. А. Болошина, Р. Г. Мириманова. — Москва : Рус. яз., 1988. — 557,[1] с.; 24 см.
- Мириманов Р. Г. Дифракция сферической электромагнитной волны от параболоида вращения ограниченных размеров при расположении возбуждающего поле диполя вдоль осн симметрии параболоида . ДАН СССР , т . 67 , No 5 , 1949.
- Р. Г. Мириманов, В. Т. Свиридов, «Обзор иностранной литературы по применению радиоретрансляционных линий дециметровых и сантиметровых волн в устройствах телемеханики крупных объединений энергосистем. II», Автомат. и телемех., 14:1 (1953), 59-87

### Соавтор и редактор книг
- Теоретические основы радиолокации на малых расстояниях [Текст] / Науч. ред. лауреат Гос. премии СССР Р. Г. Мириманов. — Москва : [б. и.], 1976. — 155 с.; 21 см. — (Итоги науки и техники. Серия «Радиотехника»/ Гос. ком. Совета Министров СССР по науке и технике. АН СССР. ВИНИТИ. Гл. ред. д-р техн. наук И. А. Болошин; Т. 13).
- Квантовая радиотехника [Текст] / Науч. ред. лауреат Гос. премии СССР Р. Г. Мириманов. — Москва : [б. и.], 1976. — 175 с. : ил.; 22 см. — (Итоги науки и техники. Серия «Радиотехника»/ Гос. ком. Совета Министров СССР по науке и технике. АН СССР. ВИНИТИ; Т. 9).
- Информационные принципы оптимизации функционально устойчивых систем [Текст] / Д-р техн. наук И. М. Коган, науч. ред. лауреат Гос. премии СССР Р. Г. Мириманов. — Москва : [б. и.], 1976. — 131 с.; 22 см. — (Итоги науки и техники. Серия «Радиотехника»/ Гос. ком. Совета Министров СССР по науке и технике, АН СССР. ВИНИТИ; Т. 10. Кн. 2).
- Радиолокация и радионавигация [Текст] / Науч. ред. лауреат Гос. премии СССР канд. техн. наук Р. Г. Мириманов. — Москва : [б. и.], 1972. — 397 с. : ил.; 22 см.